# Sizígia (gnosticismo)
Sizígia é um termo do gnosticismo, especialmente no valentinianismo, que denota um par ativo-passivo (ou masculino-feminino) de Éons complementares; em sua totalidade eles configuram o domínio divino da Pleroma e caracterizam em si os diversos aspectos do deus gnóstico.